# Boninella degenerata
Boninella degenerata är en skalbaggsart som beskrevs av J. Linsley Gressitt 1956. Boninella degenerata ingår i släktet Boninella och familjen långhorningar.
Artens utbredningsområde är Filippinerna. Inga underarter finns listade.